# Akt zdrady
Akt zdrady (tytuł oryg. Acts of Betrayal) – amerykański film akcji z 1997 roku.

## Obsada
- Matt McColm – Lance Cooper
- Muse Watson – Trenton Fraser/Mars
- Maria Conchita Alonso – Eva Ramirez
- David Groh – Martin Crispin
- Gregory Alan Williams (w czołówce jako Greg Alan Williams) – Beau Morelli
- Susan Lee Hoffman – Sharon Granite
- Lindsey Ginter – Hydra
- Joe Estevez – Winford Scott
- David Stenstrom – Wally Fenster
- Gregg Brazzel – Jupiter
- Loren Dennis – Gemini